# 楊育民
楊育民（英語：Patrick Y. Yang，1948年—) ，來自台灣。旅美生技大老、工研院院士。曾任羅氏（Roche） 藥廠全球技術營運總裁， 美國 Genentech 生技公司執行副總裁，美國 Juno Therapeutics 細胞治療生技公司執行副總裁。 有「台灣生技界的張忠謀」之稱。再之前曾任默克 (Merck) 藥廠副總裁；通用電氣（GE）公司工程經理。現任台灣生物醫藥製造股份有限公司董事長、美國National Resilience, Inc. 公司創始人/副董事長，育世博生技公司創始人/創始董事長，美國Antheia董事, 美國Sana生技公司創始董事，美國AltruBio董事。曾任藥華醫藥獨立董事，北極星藥業董事, 美國AbGenomics公司董事長，宇昌生物科技公司董事，台衫投資管理顧問公司董事，英國 Archigen Biotech 董事長， 行政院生物科技諮詢委員會委員及特聘專家，Celladon 董事，Tesoro Corporation董事，Codexis 董事，和Amyris董事。 

## 生平
父親是台北市前市長楊金欉，前馬偕醫院院長楊育正為楊育民的弟弟。其妻吳淑娥。
楊育民畢業於國立交通大學電子工程學士（1969年）、俄亥俄州立大學博士（1975年）。
1980年，楊育民進入奇異電機，從研究部門技術到負責工程自動化管理。1992年，因為他控制工程的專長表現優異，進入默沙東製藥負責藥廠自動化，其後擔任營運供應鏈副總裁、亞太製造營運副總裁。
2003年底，楊育民被位於加州舊金山的基因科技(Genentech)公司網羅，擔任製藥廠副總裁。楊育民從原本管理三座廠，一年後晉升為管理全球生產的資深副總裁，2006年被拔擢為執行副總裁，成為Genentech最高七人執行委員之一。在他擔任基因科技營運執行副總裁的五年內，將公司產值提高到400％。楊育民同時自創「楊氏定律」：每公升單株抗體的產量，大約每四年會提升一倍，相當於半導體界的「摩爾定律」。
2009年3月，瑞士大藥廠羅氏以470億美元買下剩下的44％基因科技的股份，完全持有這家生技公司，成為新聞矚目的焦點。羅氏藥廠購併基因科技公司後，9月，楊育民高升為羅氏大藥廠全球技術營運總裁，住在瑞士，管理1萬8000名員工，包括全球28個工廠及100家委外工廠。在全球生技大廠中，少數華人才能做到像楊育民的高位。2013 年 10 月由羅氏退休。現任三家公司董事長， 五家公司董事或科技顧問。並為行政院生技產業策略諮議委員會特聘專家，及 AstraZeneca CEO 首席顧問。2019年榮獲工業技術研究院院士。由蔡英文總統親自授位頒獎。
2017年，楊育民和加州柏克萊大學畢業的蕭世嘉博士創立Acepodia育世博生物科技公司；擔任董事長。
2020年6月，楊育民和美國出名投資家Bob Nelsen等人，籌資美金8億元創立National Resilience, Inc。 生物科技製造技術公司。Bob Nelsen 稱讚楊育民為“生物科技製造業的比爾蓋茲（The Bill Gates of Biomanufacturing)."

## 宇昌案
2006年，楊育民受行政院邀請，擔任生技產業策略諮議委員會（BTC）委員。
2007年翁啟惠, 楊育民, 何大一, 和陳良博共同創立宇昌生技股份有限公司（TaiMed Biologics, Inc..）。
2012年，因宇昌案，決定辭去生技產業諮議委員之職。2012年8月14日，特偵組約談中研院院士何大一、陳良博，民進黨主席蘇貞昌、前主席蔡英文後，查無不法簽結宇昌案。
2012年，楊育民撰寫「宇昌回憶錄」，認為當時自己出國37年，“總算能替家鄉盡點心力”。其中詳細記錄他在2006年11月21日認識中央研究院院長翁啟惠，透過翁啟惠院長的推薦，前國科會主委陳建仁聘請他擔任國科會竹北生醫指導委員會委員，後來楊育民和陳良博、林秋雄、陳紹琛、蘇懷仁、張有德、戴謙七人訂定竹北生醫園區發展目標與策略。2006年2月，陳良博、何大一，翁啟惠和他討論成立一新藥開發公司，名稱為 TaiMed Group（TMG） ，打算跟Genentech合作，取得TNX355授權，TNX355當時是屬於Genentech研究開發部門總裁蘇赫爾曼醫生(Dr. Sue Hellmann)所管，蘇赫爾曼醫生後來是美國加州大學舊金山分校校長。(TaiMed Group 就是後來的宇昌公司)
「宇昌回憶錄」指出，畢竟生技新藥是一個高風險及長期的投資，在 2007年3－5月間，TaiMed Group的籌資相當不順利，對於已習慣於快來快去的高科技電子產業的台灣投資者，吸引力有限，所以宇昌的第一期籌款乏人問津。和Genentech 談授權合作也不順利，一度瀕臨破局，楊育民居中奔走協助談判。合作案談判到6月，好不容易Genentech讓步，可是TaiMed Group卻找不到合適的董事長人選。正好2007年5月蔡英文卸任行政院副院長，2007年6月29日，楊育民第一次由翁啟惠介紹，在台北見到蔡英文，蔡英文本來對生技並沒有一點興趣，並計畫2007年8月初到摩洛哥旅遊，TaiMed Group團隊以「包括新藥開發，但不自限於新藥。 我們也開始規劃生技創投，研發育成，生技生產，及藥材開發製造的一系列綜合性企業。」說服蔡英文。在陳良博和翁啟惠的建議下，蔡英文把旅程改為去美國考察瞭解生技。當時蔡英文經陳良博介紹，到了波士頓訪問了好幾家生技公司，還到紐約華爾街考察生技創投，接著她到聖地牙哥和舊金山仔細用心的觀察生物技術產業，包括深入訪問Genentech在Oceanside 和Vacaville的兩大生技工廠。之後，蔡英文開始加入TaiMed Group的團隊。
2007年8月底，根據TaiMed Group的藍圖，在蔡英文的領導下打算成立TaiMed, Inc. －簡稱TMI 和台懋蛋白科技股份有限公司(TaiMed Biologics, Inc.)。這是第一次有中文名稱，環球高蓋茨法律事務所接著進行註冊手續。但陳良博認為“蛋白科技”名稱不妥，在8月31日匆匆改名為 宇昌生技股份有限公司（英文名TaiMed Biologics, Inc. 稱TMB) ，並於2007年9月初正式登記成立。所有宇昌董監事皆百分之百同意蔡英文被推舉為宇昌生技董事長，包括代表政府的翁啟惠院長，前經建會主委何美玥，董事何大一和陳良博。
2007年9月中，宇昌從Genentech取得TMB-355 ibalizumab 單株抗體的全球獨家授權，開始宇昌生技的新藥開發工作。宇昌生技TMB-355的發展，已成功的完成了第二期臨床試驗，國發基金會投資獲利2.5倍以上(大約8-10億元新台幣)。宇昌生技後來改名中裕新藥。
楊育民認為，台灣目前消耗太多的能量在政治角力上。台灣絕對是有發展生技產業的潛力，可是如果我們敢夢卻不敢做，遇事不敢擔當，黑白不分，那發展生技產業就只是一場夢了。他認為瑞士是一個很好的學習範本。瑞士不大，它以全球的市場為幅員，卻是全球藥廠最集中的地方。瑞士的特色是地方政府權力大，中央政府權力較 小，因此，縣市政府可以創造出公正的、透明的、無官僚的投資環境，注重商業倫理道德，遵守商業規則，確保良好而有效率的基礎設施，努力讓生技製藥業順利的、有效益的發展。
最後，楊育民以辛棄疾的「臨江仙」：「鐘鼎山林都是夢，人間寵辱休驚。」做心情寫照的總結。